# بربوني الخط الأصفر
بربوني الخط الأصفر (الاسم العلمي: Upeneus moluccensis) يسمى أيضًا بالأسماء المتداولة له بربوني أصفر، سلطان إبراهيم أصفر، سلطان إبراهيم الخط الأصفر، بربوني الخط الذهبي، هو نوع من أنواع أسماك أبو ذقن المتواجدة في المناطق التي ما بين المحيط الهندي والمحيط الهادئ، تعتبر هذه الأسماك نوع من أنواع مجموعة أسماك البربوني الأحمر التي تنتمي لفصيلة أسماك أبو ذقن المسماة بالاسم العلمي: Mullidae. تنتشر هذه الأسماك على نطاق واسع في المياه الدافئة للمحيط الهندي والمحيط الهادئ حيث يصل نطاق تواجدها هذا عند أقصى شرق كاليدونيا الجديدة، وقد انتشرت هذه الأسماك في شرق البحر الأبيض المتوسط عن طريق السفر من البحر الأحمر عبر قناة السويس، مما يجعلها نوع من أنواع الأسماك التي تهاجر هجرة لسبسية.

## الوصف
لدى أسماك البربوني الأصفر جسد متطاول الشكل ويصبح شكله ضيقا نحو الذيل، يتواجد لدى هذه الأسماك اثنتين من الزعانف الظهرية، وتفصل بينهما مسافة كبيرة وواضحة، تتواجد الزعنفة الظهرية الثانية مباشرة فوق زعنفة الشرج، ويكون شكل الزعنفة الذيلية متشعب جدا. ينبثق من ذقن أسماك البربوني الأصفر زوجًا من الشوارب الممتدين، إلا أنهما لا يمتدا إلى ما بعد حافة الغطاء الخيشومي. الفكين العلوي والسفلي؛ وكذلك العظم الحنكي والعظم الحاجزي؛ كل هذه الأجزاء تكون مغطاة بسطح ملمسه شبيه بملمس الفرشاة أو كملمس الزغب كأنه يحوي شعيرات صغيرة. لون الجزء الخلفي أو منطقة الظهر لهذه الأسماك هو أحمر-زهري، ويكون هذا اللون واضحا مقارنة مع لون البطن الأبيض، كما وينفصل الجزء العلوي والظهري عن منطقة البطن والجزء السفلي بواسطة خط أصفر عرضي واحد يمتد من الغطاء الخيشومي إلى الزعنفة الذيلية. لون الزعانف الظهرية هو أصفر مع وجود 3 خطوط حمراء عريضة ومتوازية، الزعانف الصدرية لونها مشابه للون الزعانف الظهرية؛ ولكنها تفتقر لوجود الخطوط بينما الزعنفة الحوضية لا لون لها. المقطع العلوي من الزعنفة الذيلية لونه أبيض وله 5 أو 6 خطوط قطرية سوداء، بينما المقطع السفلي لا يحتوي على هذه الخطوط؛ باستثناء الحافة الخلفية التي يكون لونها أسودًا بسبب امتداد الخط الثاني من المقطع العلوي. من الممكن أن تنمو هذه الأسماك إلى طول يبلغ حوالي 25 سم، ولكن بشكل عام يبلغ طولها حوالي 10-15 سم.  

## توزيعه
تتوزع أسماك البربوني الأصفر وتنتشر بين منطقة المحيط الهندي وغرب المحيط الهادئ، حيث تتواجد من البحر الأحمر إلى كاليدونيا الجديدة وإلى أقصى الشمال حتى اليابان، وإلى الجنوب عند شمال أستراليا. وهو ثاني أكثر نوع متواجد بشكل شائع في مياه كاليدونيا الجديدة من بين الأسماك التي تنتمي لجنسه. تظهر السجلات أن التوثيق الأول لوجود أسماك البربوني الأصفر في البحر الأبيض المتوسط، كان قبالة ساحل فلسطين في عام 1947، وقد وصلت هذه الأسماك للبحر الأبيض المتوسط عن طريق عبر قناة السويس كمهاجر ليسيبسي، وأصبحت شائعة الوجود بدرجة كافية في شرق البحر المتوسط لتصبح نوعًا مهمًا من الأسماك في مجال الصيد.

## علم الأحياء
تفضل أسماك البربوني الأصفر التواجد عند الركائز الرملية أو المناطق الموحلة حيث تقوم بالبحث عن طعامها هناك، وتتغذى خاصة على القشريات التي تتواجد في النطاق القاعي، تقوم هذه الأسماك باستخدام المستقبِلات الكيميائية المتواجدة على شاربيها من أجل العثور على فريستها. مع ازدياد حجم هذه الأسماك مع النمو؛ تصبح الفرائس مثل الأسماك الأكبر حجما تشكل جزءا أكبر من نظامها الغذائي. في البحر الأبيض المتوسط، تمتد فترة السرء لهذا النوع من الأسماك تقريبا من أواخر شهر يوليو حتى شهر سبتمبر، البيض والأسماك الصغيرة لهذا النوع من الأسماك يتغذى بشكل عام على العوالق، حيث تتبع الأسماك الصغيرة؛ التي يبلغ طولها حوالي 4-5 سم، نظام حمية قاعية (بمعنى أنها تتغذى على مخلوقات النطاق القاعي)، وتصبح ناضجة جنسيا عندما يكون عمرها حوالي عام واحد، أي عندما يصل طولها تقريبا إلى حوالي 10 سم. تشكل هذه الأسماك مجموعات كبيرة عادةً، تكون الأسماك في المجموعة تسبح بسرعة كبيرة، وتقوم بالتوقف أحيانًا لتغذية نفسها. بشكل عام، تتواجد أسماك البربوني الأصفر في الأعماق التي يبلغ قدرها ما بين 10-80 متر؛ ويكون ذلك عند المنحدرات في مناطق الجزر أو المناطق القارية. تم اكتشاف أن الحد الأقصى لعمر أنواع هذه الأسماك يبلغ مدة قدرها حوالي 5 سنوات للذكور و6 سنوات للإناث.

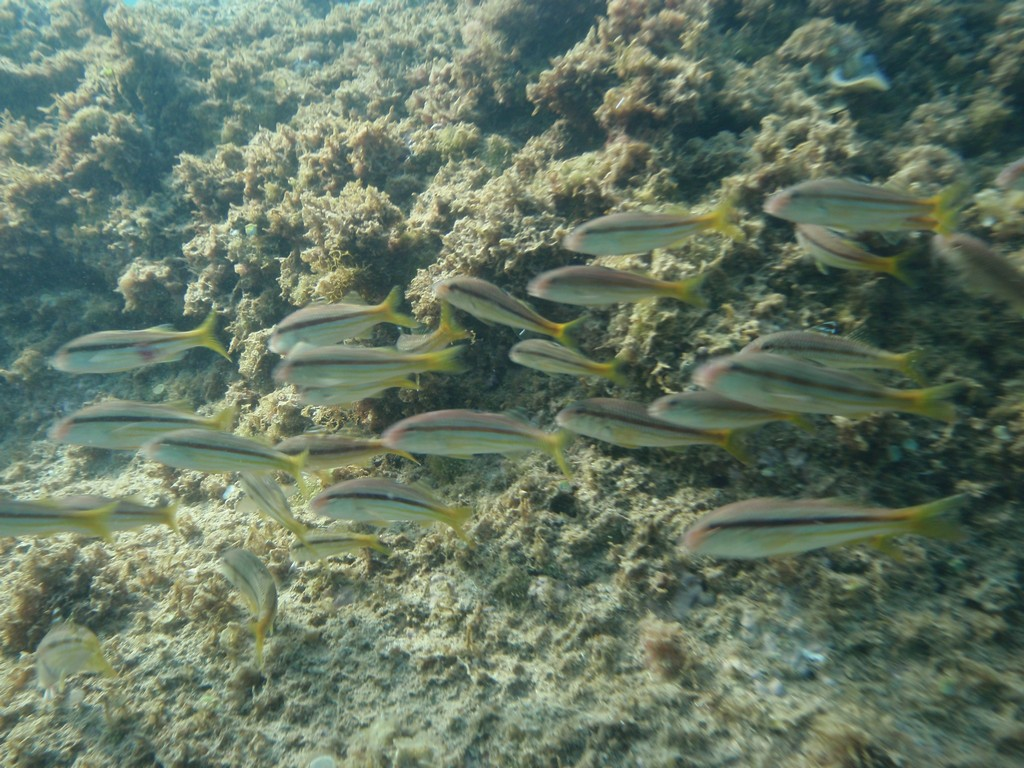
أسماك بربوني الخط الأصفر

## صيد الأسماك
يباع سمك بربوني الخط الأصفر طازجًا في الأسواق، بالإضافة إلى استعماله في إعداد مختلف الوجبات المتنوعة من الأكل البحري، كما ويعتبر سمك قيم بسبب البطرخ المنتج منه.  يعتبر «سمك قيمته منخفضة» من قبل الصيادين الذين يعملون في مجال الصيد في بحر الصين الجنوبي، والسبب من وراء ذلك هو حجمه الصغير نسبيا. يتراوح حجم كمية أنواع أسماك أبو ذقن التي يتم اصطيادها بوتيرة سنوية في ميناء فيساخاباتنام للصيد في الهند، ما بين 2177 و 3463 طناً، أي بمعدل 2859 طناً سنويا تقريبًا، وتشكل أسماك البربوني الأصفر نسبة حوالي 18٪ من كمية هذه الأسماك التي يتم اصطيادها. في البحر الأبيض المتوسط؛ تعتبر أسماك البربوني الأصفر الآن نوعًا تجاريًا مهمًا من الأسماك التي يتم اصطيادها بواسطة شباك الجر.